# Èdafon
Èdafon o la biota en el sòl és un terme col·lectiu per a designar tots els organismes vius que es troben als sòls.
En un sòl equilibrat, les plantes creixen en un ambient actiu i estable. És la vida del sòl la que acciona els seus cicles i proporciona la fertilitat. Sense l'activitat dels organismes vius la matèria orgànica s'acumularia en la superfície sense proporcionar nutrició a les plantes.
La biota del sòl inclou:
- Megafauna: de mida de més de 20 mm, per exemple, talps, conills i altres rosegadors.
- Macrofauna: de 2 a 20 mm, per exemple, cucs de terra, coleòpters o formigues.
- Mesofauna: de 100 micròmetres a 2 mm, per exemple petits àcars.
- Microfauna i Microflora: d'1 a 100 micròmetres, per exemple, llevats, bacteris (principalment actinobacteris), fongs, etc.

D'entre aquests els bacteris i els fongs juguen uns papers claus per mantenir la salut dels sòls. Són descomponedors de materials orgànics que produeixen detritus biològics i altres productes provinents de la degradació. Els sapròtrofs, ben representats per fongs i bacteris, extrauen nutrients solubles.

## Taula de la vida al sòl
Aquesta taula resumeix el llibre de D. Soltner
| Domini     | Regne          | Fílum                                | Classe                                | Ordre                | Família                        | Gènere       |
| ---------- | -------------- | ------------------------------------ | ------------------------------------- | -------------------- | ------------------------------ | ------------ |
| Procariota | Bacteri        | Proteobacteri                        | Beta Proteobacteri                    | Nitrosomonadales     | Nitrosomonadaceae              | Nitrosomonas |
| Procariota | Bacteri        | Proteobacteri                        | Alpha Proteobacteria                  | Rhizobiales          | Bradyrhizobiaceae              | Nitrobacter  |
| Procariota | Bacteri        | Proteobacteri                        | Alpha Proteobacteria                  | Rhizobiales          | Rhizobiaceae                   | Rhizobium    |
| Procariota | Bacteria       | Proteobacteria                       | Gamma Proteobacteria                  | Pseudomonadales      | Azotobacteraceae               | Azotobacter  |
| Procariota | Bacteria       | Actinobacteria                       | Actinobacteria                        |                      |                                |              |
| Procariota | Bacteria       | Cyanobacteria (algues verdes-blaves) |                                       |                      |                                |              |
| Procariota | Bacteria       | Firmicutes                           | Clostridia                            | Clostridiales        | Clostridiaceae                 | Clostridium  |
| Eucariota  | Fungi          | Ascomycota                           | Eurotiomycetes                        | Eurotiales           | Trichocomaceae                 | Penicillium  |
| Eucariota  | Fungi          | Ascomycota                           | Eurotiomycetes                        | Eurotiales           | Trichocomaceae                 | Aspergillus  |
| Eucariota  | Fungi          | Ascomycota                           | Sordariomycetes                       | Hypocreales          | Nectriaceae                    | Fusarium     |
| Eucariota  | Fungi          | Ascomycota                           | Sordariomycetes                       | Hypocreales          | Hypocreaceae                   | Trichoderma  |
| Eucariota  | Fungi          | Basidiomycota                        | Agaricomycetes                        | Cantharellales       | Ceratobasidiaceae              | Rhizoctonia  |
| Eucariota  | Fungi          | Zygomycota                           | Zygomycetes                           | Mucorales            | Mucoraceae                     | Mucor        |
| Eucariota  | Chromalveolata | Heterokontophyta                     | Bacillariophyceae (diatomees)         |                      |                                |              |
| Eucariota  | Chromalveolata | Heterokontophyta                     | Xanthophyceae (algues verdes-grogues) |                      |                                |              |
| Eucariota  | Chromalveolata | Ciliophora                           |                                       |                      |                                |              |
| Eucariota  | Amoebozoa      |                                      |                                       |                      |                                |              |
| Eucariota  | Plantae        | Chlorophyta (algues verdes)          | Chlorophyceae                         |                      |                                |              |
| Eucariota  | Animalia       | Nematoda                             |                                       |                      |                                |              |
| Eucariota  | Animalia       | Rotifera                             |                                       |                      |                                |              |
| Eucariota  | Animalia       | Tardigrada                           |                                       |                      |                                |              |
| Eucariota  | Animalia       | Arthropoda                           | Entognatha                            | Collembola           |                                |              |
| Eucariota  | Animalia       | Arthropoda                           | Arachnida                             | Acarina              |                                |              |
| Eucariota  | Animalia       | Arthropoda                           | Arachnida                             | Pseudoscorpionida    |                                |              |
| Eucariota  | Animalia       | Arthropoda                           | Insecta                               | Choleoptera (larves) |                                |              |
| Eucariota  | Animalia       | Arthropoda                           | Insecta                               | Coleoptera           | Carabidae (coleòpters del sòl) |              |
| Eucariota  | Animalia       | Arthropoda                           | Insecta                               | Coleoptera           | Staphylinidae                  |              |
| Eucariota  | Animalia       | Arthropoda                           | Insecta                               | Diptera (larves)     |                                |              |
| Eucariota  | Animalia       | Arthropoda                           | Insecta                               | Hymenoptera          | Formicidae (formigues)         |              |
| Eucariota  | Animalia       | Arthropoda                           | Chilopoda (cent peus)                 |                      |                                |              |
| Eucariota  | Animalia       | Arthropoda                           | Diplopoda (mil peus)                  |                      |                                |              |
| Eucariota  | Animalia       | Arthropoda                           | Malacostraca                          | Isopoda              |                                |              |
| Eucariota  | Animalia       | Annelida                             | Clitellata                            | Haplotaxida          | Enchytraeidae                  |              |
| Eucariota  | Animalia       | Annelida                             | Clitellata                            | Haplotaxida          | Lumbricidae                    |              |
| Eucariota  | Animalia       | Mollusca                             | Gasteropoda                           |                      |                                |              |

## Bacteris
Els bacteris són organismes que en els sòls tenen poblacions que van de 100 milions a 3.000 milions per cada gram.
Els seus papers més importants en els sòls són:

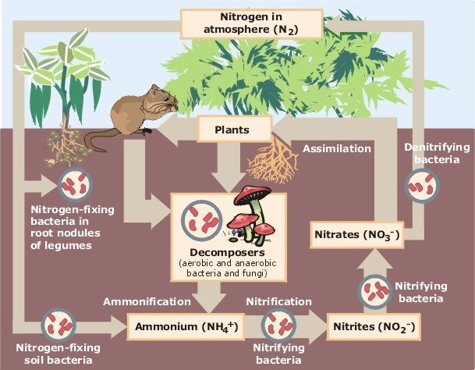
The nitrogen cycle

- La nitrificació que és una part vital del cicle del nitrogen
- Fixació del nitrogen: a càrrec de bacteris de vida lliure com Azotobacter o dels que viuen en simbiosi amb lleguminoses i altres plantes com els rhizobia.
- Desnitrificació a càrrec de bacteris aerobis o anaerobis facultatius incloent els Achromobacter i Pseudomonas.

### Actinobacteris
Els actinobacteris són organismes crítics per la descomposició de la matèria orgànica i en la formació d'humus, són més tolerants a la sequedat que altres bacteris i fongs.

## Fongs
Un gram de sòl de jardí pot tenir al voltant d'un milió de fongs els quals són organismes heteròtrofs. Molts són paràsits però d'altres són beneficiosos per les relacions que estableixen amb les plantes. En termes de la creació de sòl i umus els fongs tendeixen a ser saprotrofs.

### Micorriza
Aquests tipus de fongs envaeixen les arrels de les plantes creant una relació de simbiosi Els mycorrhiza obtenen hidrats de carboni de les arrels de les plantes i al seu torn faciliten a la planta nutrients i humitat.